# Михайлов, Кирилл Глебович
Михайлов, Кирилл Глебович (29 июля 1961, г. Москва, РСФСР) — российский арахнолог, кандидат биологических наук, старший научный сотрудник Зоологического музея МГУ. Автор около 300 публикаций, в первую очередь по систематике рода Clubiona, куратор крупнейшей арахнологической коллекции на постсоветском пространстве, издатель научной периодики и книг.

## Биография
В 1978—1983 годах учился на биологическом факультете Московского государственного университета.
В 1983—1985 — аспирант заочной аспирантуры.
В 1983—1988 — экскурсовод Зоологического музея МГУ.
В 1988—1992 — младший научный сотрудник Зоологического музея МГУ.
В 1992—2002 — научный сотрудник Зоологического музея МГУ.
С 2002 г. по настоящее время — старший научный сотрудник Зоологического музея МГУ.
В 1992 г. защитил кандидатскую диссертацию на тему Систематика и фауна пауков рода Clubiona Latreille, 1803 (Aranei, Clubionidae) по специальности 03.00.09 — энтомология, научный руководитель — д.б.н., проф. Г. А. Мазохин-Поршняков.
В 2003 г. избран председателем Московского отделения Российского энтомологического общества.
С 2004 по настоящее время является секретарем Евразийского арахнологического общества.

## Научная работа
В общей сложности К. Г. Михайловым опубликовано 274 статей, 15 книг, 7 докладов на конференциях, 27 тезисов докладов, 9 НИР, он состоит в 3 научных обществах, состоит в редколлегиях 10 журналов (в том числе главный редактор журналов Arthropoda Selecta и Русский энтомологический журнал), в 2 программных комитетах, руководил 8 дипломными работами и читает 8 учебных курсов. Таксономические интересы сосредоточены преимущественно на родах Clubiona и Micaria, всего им впервые для науки описано 56 видов и 2 подрода. Вклад К. Г. Михайлова в фаунистику состоит как в частных, так и в обобщающих фаунистических работах: подготовлен «Каталог пауков территории бывшего СССР», три дополнения к нему и переиздание, включающие сведения о 3340 видах пауков.
Фонды арахнологической коллекции Зоологического музея МГУ за время работы К.Г Михайлова увеличились в размерах на два порядка и в настоящий момент составляют более 200 тыс. экземпляров, включая типовые экземпляры для более 600 видов пауков. Большое внимание уделяет документированию и обобщению истории арахнологических исследований в России, а также популяризации науки. Кирилл Глебович много лет читает курсы «Общая арахнология» и «Большой практикум по арахнологии» в МГУ, к которым подготовил учебные пособия.

## Патронимия
В честь К. Г. Михайлова названы род Glebych и более 30 видов пауков, скорпионов, клещей, ракообразных и насекомых.
- род Glebych Eskov et Marusik, 2021 (Theridiidae, Araneae)
- Afraflacilla mikhailovi (Prószyński, 2000) (Salticidae, Araneae)
- Alopecosa mikhailovi Omelko, Marusik et Koponen, 2013 (Lycosidae)
- Chalcoscirtus michailovi Logunov & Marusik, 1999 (Salticidae)
- Clubiona mikhailovi Deeleman-Reinhold, 2001 (Clubionidae)
- Cybaeus mikhailovi Marusik et Omelko, 2021 (Cybaeidae)
- Diaea mikhailovi Zhang, Song et Zhu, 2004 (Thomisidae)
- Episinus mikhailovi Zamani et Marusik, 2021 (Theridiidae)
- Evarcha michailovi Logunov, 1992 (Salticidae)
- Fedotovia mikhailovi Fomichev et Marusik, 2015 (Gnaphosidae)
- Parasyrisca mikhailovi Ovtsharenko, Platnick et Marusik, 1995 (Gnaphosidae)
- Pardosa mikhailovi Ballarin, Marusik, Omelko et Koponen, 2012 (Lycosidae)
- Stemonyphantes mikhailovi Omelko et Marusik, 2021 (Linyphiidae)
- Talanites mikhailovi Platnick et Ovtsharenko, 1991 (Gnaphosidae)
- Thanatus mikhailovi Logunov, 1996 (Philodromidae)
- Zelotes mikhailovi Marusik, 1995 (Gnaphosidae)
- Neocladia mikhailovi V. Trjapitzin et S. Tryapitsyn, 2010 (Encyrtidae)
- Galumnella mikhailovi Ermilov, 2021 (Galumnellidae, Acari)
- Bucliona kirilli Zhang et al., 2021 (Clubionidae, Araneae)
- Chinattus mikhailovi Logunov, 2021 (Salticidae)
- Dysdera mikhailovi Fomichev & Marusik, 2021 (Dysderidae)
- Glebych minutissimus Eskov et Marusik, 2021 (Theridiidae)
- Raveniola mikhailovi Zonstein, 2021 (Nemesiidae)
- Olivierus mikhailovi Fet et al., 2021 (Buthidae, Scorpiones)
- Dorytomus mikhailovi Legalov, Nazarenko & Perkovsky, 2021 (Curculionidae, Coleoptera)
- Protomauroania mikhailovi Tshernyshev & Perkovsky, 2021 (Dasytidae, Coleoptera)
- Austrosalius mikhailovi Loktionov, 2021 (Pompilidae, Hymenoptera)
- Gorytes mikhailovi Mokrousov & Proshchalykin, 2021 (Crabronidae, Hymenoptera)
- Epeolus mikhailovi Astafurova & Proshchalykin, 2021 (Apidae, Hymenoptera)
- Petersenidia mikhailovi Lelej, 2021 (Mutillidae, Hymenoptera)
- Probles mikhailovi Khalaim, 2021 (Ichneumonidae, Hymenoptera)
- Epitettix mikhailovi Storozhenko, 2021 (Tetrigidae, Orthoptera)
- Plectrocnemia kirmikhia Melnitsky et al., 2021 (Polycentropodidae, Trichoptera)
- Lyurella mikhailovi Marin & Palatov, 2021 (Crangonyctidae, Amphipoda, Crustacea)

## Публикации
- Михайлов К.Г. Пауки (Arachnida, Aranei) лесной подстилки Звенигородской биостанции МГУ. — Фауна и экология почвенных беспозвоночных Московской области. — М.: Наука, 1983. — С. 52–67.
- Михайлов К.Г. Каталог пауков (Arachnida, Aranei) Московской области. — Фауна и экология почвенных беспозвоночных Московской области. — М.: Наука, 1983. — С. 67–85.
- Mikhailov K.G., Trushina E.E. On the spider fauna (Arachnida: Aranei) of the Mordovian State Resrve, Russia: preliminary results // Arthropoda Selecta. — 2013. — Т. 22, № 2. — С. 189–196.
- Mikhailov K.G. Catalogue of the spiders of the territories of the former Soviet Union (Arachnida, Aranei). — Sbornik trudov Zool. Muzeya MGU. Vol. 37. — 1997. — 416 с.
- Mikhailov K.G. Catalogue of the spiders (Arachnida, Aranei) of the territories of the former Soviet Union. Addendum 1. — М.: KMK Sci. Press, 1998. — 50 с.
- Mikhailov K.G. atalogue of the spiders (Arachnida, Aranei) of the territories of the former Soviet Union. Addendum 2. — M.: Zoological Museum MGU, 1999. — 39 с.
- Mikhailov K.G. Catalogue of the spiders of the territories of the former Soviet Union (Arachnida, Aranei). Addendum 3. — M.: Zoological Museum of the Moscow State University, 2000. — 33 с.
- Mikhailov K.G. The spiders (Arachnida: Aranei) of Russia and adjacent countries: a non-annotated checklist // Arthropoda Selecta. — 2013. — Т. Suppl. № 3. — С. 1–264.
- Михайлов К.Г. Краткий очерк истории Зоологического музея МГУ (1917–1978). — М.: Т-во науч. изданий КМК, 2002. — 59 с.
- Mikhailov K.G. A brief historical overview of the development of arachnology in Russia // D.V. Logunov, D. Penney (eds.). European Arachnology 2003. Proc. 21st Europ. Colloq. Arachnol., St.-Petersb., 4–9 Aug. 2003. Moscow: KMK Sci. Press Ltd. P.21–34. — 2004. — С. 21–34.
- Михайлов К.Г. Арахнология в России/СССР // Сборник трудов Зоологического музея МГУ им. М.В. Ломоносова. — 2016. — Т. 54. — С. 655–691.
- Михайлов К.Г. Общая арахнология. Краткий курс. Часть 1. Введение. Малые отряды.. — М.: Т-во науч. изданий КМК, 2011. — 65 с.
- Михайлов К.Г. Общая арахнология. Часть 2. Пауки: морфология, анатомия, биология. — М.: Т-во науч. изданий КМК, 2012. — 56 с.
- Михайлов К.Г. Пауки и люди // Природа. — 2011. — № 10. — С. 50–53.
- Михайлов К.Г. Арахнологи спорят, ошибаются, шутят // Природа. — 2015. — № 12. — С. 71–77.
- Михайлов К.Г. Революционеры в систематике пауков: В.А. Вагнер и П.Т. Лехтинен // Природа. — 2018. — № 2. — С. 37–44.

## Издательская деятельность
Совместно с другом, выпускником Московского педагогического государственного университета М. А. Кирюшиным, К. Г. Михайлов в 1992 г. основал издательство научной литературы «Товарищество научных изданий КМК» (=KMK Scientific Press). Изначально издательство выпускало только журналы, но с 1999 стало развиваться и книгоиздательское направление. При непосредственном участии К. Г. Михайлова, издательство запустило целую серию научных журналов: «Arthropoda Selecta» (с 1992 г.), «Русский энтомологический журнал» (с 1992 г.), «Acarina» (с 1993 г.), «Русский териологический журнал» (с 2002 г.), «Зоология беспозвоночных» (с 2004 г.), «Кавказский энтомологический бюллетень» (с 2005 г.), «Экологическое планирование и управление» (с 2006 г.) и другие. Особенно высоко коллеги оценивают создание арахнологического журнала Arthropoda Selecta:
Важно отметить своевременность появления этого журнала. В начале 1990-х гг., в момент сильнейшего кризиса, вызванного перестройкой и последующим развалом экономики СССР, активно работающим молодым арахнологам-систематикам просто негде было печататься. Особенно трудно было опубликовать фаунистические данные, без которых невозможна полная инвентаризация фауны любого региона. Зарубежные арахнологические журналы были в значительной степени недоступны.Марусик, Юрий Михайлович, Логунов, Дмитрий Викторович
Кроме того, банальная пересылка бандероли с рукописью за рубеж в то время могла обойтись рядовому сотруднику РАН в две-три месячные зарплаты. В итоге, создание «Arthropoda Selecta» было крайне необходимо и стало просто спасением для большинства активно работающих отечественных арахнологов.Марусик, Юрий Михайлович, Логунов, Дмитрий Викторович
Успехи К. Г. Михайлова в издательской деятельности отмечены «Благодарностью губернатора Московской области» (2009 г.)